# Kamno Brdo
Kamno Brdo este o localitate din comuna Ivančna Gorica, Slovenia, cu o populație de 11 locuitori.